# Kaleem Simon
Kaleem Strawbrige-Simon (Londres, Inglaterra, Reino Unido, 8 de julio de 1996) es un futbolista profesional británico que juega como extremo y su último club fue el Drogheda United de la Premier Division de la Liga de Irlanda. Actualmente se encuentra sin club. Nacido en Inglaterra, es internacional con la selección de fútbol de Montserrat.

## Clubes
Simon comenzó su carrera absoluta con UCD en la temporada 2014. Se unió al recién ascendido equipo de primera división Longford Town en diciembre de 2014. Tras el descenso del club después de la temporada 2016, se mudó a Bohemians.
Después de períodos con los clubes irlandeses de segunda división Cabinteely y Athlone Town, Simon se unió al club Warrenpoint Town de la NIFL Premiership en junio de 2019. Regresó a la Primera División de la Liga de Irlanda al fichar por Wexford en enero de 2020.

## Selección nacional
Nacido en Inglaterra de padre inglés y madre irlandesa, se convirtió en elegible para jugar en Montserrat a través de su abuela paterna. El equipo de reclutamiento de la Asociación de Fútbol de Montserrat lo contactó en Instagram después de notar su elegibilidad y le preguntó si estaría interesado en representarlos. Esto llevó a su inclusión en el equipo nacional de Montserrat para las eliminatorias de la Copa del Mundo en marzo de 2021.
Hizo su debut internacional el 24 de marzo de 2021 en un empate 2-2 contra Antigua y Barbuda. También era elegible para jugar con República Dominicana antes de este partido.

## Estadísticas

### Clubes
| Club             | Temporada | Liga                               | Liga     | Liga  | Copa Nacional | Copa Nacional | League Cup | League Cup | Otro     | Otro  | Total    | Total |
| Club             | Temporada | División                           | Partidos | Goles | Partidos      | Goles         | Partidos   | Goles      | Partidos | Goles | Partidos | Goles |
| ---------------- | --------- | ---------------------------------- | -------- | ----- | ------------- | ------------- | ---------- | ---------- | -------- | ----- | -------- | ----- |
| UCD              | 2014      | League of Ireland Premier Division | 3        | 0     | 0             | 0             | 0          | 0          | 0        | 0     | 3        | 0     |
| Longford Town    | 2015      | League of Ireland Premier Division | 25       | 2     | 5             | 0             | 1          | 0          | 1        | 0     | 32       | 2     |
| Longford Town    | 2016      | League of Ireland Premier Division | 29       | 1     | 2             | 0             | 1          | 0          | 0        | 0     | 32       | 1     |
| Longford Town    | Total     | Total                              | 54       | 3     | 7             | 0             | 2          | 0          | 1        | 0     | 64       | 3     |
| Bohemians        | 2017      | League of Ireland Premier Division | 15       | 0     | —             | —             | 0          | 0          | 1        | 0     | 16       | 0     |
| Longford Town    | 2017      | League of Ireland First Division   | 5        | 0     | 0             | 0             | —          | —          | —        | —     | 5        | 0     |
| Cabinteely       | 2018      | League of Ireland First Division   | 8        | 0     | 0             | 0             | 0          | 0          | 1        | 0     | 9        | 0     |
| Athlone Town     | 2019      | League of Ireland First Division   | 17       | 2     | 0             | 0             | 0          | 0          | 1        | 0     | 18       | 2     |
| Warrenpoint Town | 2019–20   | NIFL Premiership                   | 0        | 0     | 0             | 0             | 0          | 0          | —        | —     | 0        | 0     |
| Wexford          | 2020      | League of Ireland First Division   | 8        | 2     | 0             | 0             | 1          | 0          | —        | —     | 9        | 2     |
| Welling United   | 2020–21   | National League South              | 4        | 0     | 1             | 0             | —          | —          | 0        | 0     | 4        | 0     |
| Drogheda United  | 2021      | League of Ireland Premier Division | 1        | 0     | —             | —             | —          | —          | —        | —     | 1        | 0     |
| Total            | Total     | Total                              | 115      | 7     | 8             | 0             | 3          | 0          | 4        | 0     | 130      | 7     |

### Selección nacional
| Selección  | Año   | Partidos | Goles |
| ---------- | ----- | -------- | ----- |
| Montserrat | 2021  | 5        | 0     |
| Montserrat | 2022  | 3        | 1     |
| Total      | Total | 8        | 1     |

### Goles internacionales
Las puntuaciones y los resultados enumeran el recuento de goles de Montserrat en primer lugar.
| N.º | Fecha              | Sede                                                                | Adversario | Gol | Resultado | Competencia                         |
| --- | ------------------ | ------------------------------------------------------------------- | ---------- | --- | --------- | ----------------------------------- |
| 1.  | 7 de junio de 2022 | Estadio Olímpico Félix Sánchez, Santo Domingo, República Dominicana | Haití      | 1–2 | 2–3       | 2022-23 CONCACAF Liga de Naciones B |